# Mesoleptus laticinctus
Mesoleptus laticinctus là một loài tò vò trong họ Ichneumonidae.